# Saxifraga x berolinensis
Saxifraga x berolinensis es una planta herbácea de la familia de las saxifragáceas. Es originaria de Europa.
Es un híbrido compuesto por las especies Saxifraga cuneifolia y Saxifraga umbrosa.

## Taxonomía
Saxifraga x berolinensis fue descrita por Engl. & Irmsch. y publicado en Pflanzenr. IV, 117 I: 182 1916. 
Etimología
Saxifraga: nombre genérico que viene del latín saxum, ("piedra") y frangere, ("romper, quebrar"). Estas plantas se llaman así por su capacidad, según los antiguos, de romper las piedras con sus fuertes raíces. Así lo afirmaba Plinio, por ejemplo.
berolinensis: epíteto geográfico que alude a su localización en Berlín.